# Titulus
Na tradição cristã, um titulus é uma igreja em um conjunto de igrejas cristãs primitivas (cujo conjunto é chamado de "tituli"), construídas ao redor dos limites da cidade de Roma, às quais foram atribuídas padroeiros que as identificavam: "receberam o nome tituli, do nome do fundador ou proprietário que mantinha a propriedade sob a custódia da Igreja" (Enciclopédia Católica de 1908). 
O texto mais antigo que se refere a um titulus destes é o da defesa, no século IV, de Atanásio de Alexandria contra os arianos. No final do século V, o Liber Pontificalis reconhecia 25 tituli. Foram adicionados mais três no século XII.
No catolicismo, o proprietário de uma destas igrejas é um "titular". Estes eram inicialmente, por tradição, cidadãos romanos com uma posição social proeminente. A primeira igreja em Roma a ter um titular não italiano foi Santi Quattro Coronati. Teodorico de Tréveris foi nomeado cardeal-presbítero do título em 975 pelo Papa Bento VII. Essa basílica menor já era conhecida como Titulus Aemilianae.